# Вайсенборн (Гессен)
Вайсенборн (нем. Weißenborn) — община в Германии, в земле Гессен. Подчиняется административному округу Кассель. Входит в состав района Верра-Майснер. Население составляет 1105 человек (на 31 декабря 2010 года). Занимает площадь 15,6 км².